# خوسه گرگوریو وارگاس
خوسه گرگوریو وارگاس (اسپانیایی: José Gregorio Vargas‎؛ زادهٔ ۲۳ ژانویهٔ ۱۹۸۲) بازیکن بسکتبال اهل ونزوئلا است.
وی در مسابقات کشوری و بین‌المللی در مجموع برندهٔ ۳ مدال طلا، ۱ مدال نقره شده‌است.